# Bukowinki
Bukowinki (dodatkowa nazwa w j. kaszub. Bùkòwinczi) – część wsi Chmielno w Polsce, położona w województwie pomorskim, w powiecie kartuskim, w gminie Chmielno, na obszarze Kaszubskiego Parku Krajobrazowego, w ciągu Drogi Kaszubskiej i na szlaku wodnym "Kółko Raduńskie". Wchodzi w skład sołectwa Chmielno.
W latach 1975–1998 Bukowinki administracyjnie należały do województwa gdańskiego.